# 台灣制憲基金會
台灣制憲基金會（英語：Taiwan New Constitution Foundation），簡稱TNC，後改名為辜寬敏基金會。是2018年7月20日由時任中華民國總統府資政辜寬敏創立的財團法人，目的是為了制定「台灣新憲法」，實現其「台灣國家正常化」的理想。

## 歷史
2018年7月台灣制憲基金會經中華民國法務部核准設立，2018年8月在台北地方法院完成法人登記。
2019年1月23日，台灣制憲基金會舉行開幕記者會。前行政院院長賴清德致詞表示，目前在台灣的有大中國思想的《中華民國憲法》是在中國大陸制定，制憲的困難在於國家認同與政黨利益先於國家利益；並主張，台灣人目前已經有「台灣命運共同體」共識，為台灣制定憲法的時機已到。台灣制憲基金會董事長辜寬敏並呼籲，中華民國總統蔡英文應找賴清德搭檔參選2020年中華民國總統選舉。出席台灣制憲基金會開幕式的時代力量黨主席黃國昌、社會民主黨召集人范雲、台灣基進黨主席陳奕齊與台灣新世紀文教基金會董事長陳隆志，在會後發表「新憲法宣言」。社會民主黨台北市議員苗博雅表示，憲法是國家寫給人民的情書，希望有生之年看到一部屬於全台灣人民的新憲法產生。
台灣制憲基金會成立時標舉三大宗旨：
1. 制定台灣憲法，鞏固民主憲政。
2. 建構正常國家，加入聯合國。
3. 健全人權法治，捍衛自由平等。

2019年3月18日，台灣制憲基金會與其他學者、公民運動者共同組成台灣公民陣線。
2020年4月27日，台灣制憲基金會執行長林宜正表示，台灣制憲運動不可能迴避中國因素，只能「審慎因應」，不應該因考量中國因素而把該做的事停擺。
2020年4月30日，台灣制憲基金會正式向中華民國中央選舉委員會提交制憲意向全國性公民投票案，主文分別為「您是否同意要求總統推動制定一部符合台灣現狀的新憲法？」與「您是否同意要求總統啟動憲法改造工程？」。2020年7月14日與7月16日，中選會分別舉行「您是否同意要求總統推動制定一部符合台灣現狀的新憲法？」與「您是否同意要求總統啟動憲法改造工程？」全國性公民投票案聽證會。2020年10月16日，中選會說明，「您是否同意要求總統推動制定一部符合台灣現狀的新憲法？」全國性公民投票提案，依該會第548次委員會議決議於2020年8月13日函請提案人及領銜人限期補正，補正後經提本日委員會議審議，認定仍不符合規定，故決議予以駁回；「您是否同意要求總統啟動憲法改造工程？」全國性公民投票提案，依該會第548次委員會議決議於2020年8月14日函請提案人及領銜人限期補正，惟逾期未補正，故決議予以駁回。
2020年10月19日，台灣制憲基金會舉辦「制定新憲 目標不變」記者會，辜寬敏說，台灣要有自己的空間，現在雖然是民主進步黨在統治，卻是《中華民國憲法》在統治，並不是真的台灣人民的憲法在統治。辜寬敏宣布台灣制憲基金會對制憲公投的立場，雖然第一次失敗，他還會第二次、第三次推動，絕不因被中選會駁回而放棄，直到最後成功為止，「我不是要對抗民進黨政府，而是為了台灣」。辜寬敏之妻、台灣制憲基金會董事王美琇說，辜寬敏從1964年投入台灣獨立運動已經56年，他們這個世代希望建立以「台灣」為名的正常國家，但「現在我們發現最大的一堵牆就是民進黨政府」。王美琇宣布，台灣制憲基金會將結合各政團組成「制憲大聯盟」，繼續推動台灣制憲。
2021年1月23日，台灣制憲基金會舉辦「台灣新憲聯合陣線成立大會」，大會開始前播放1991年民進黨「人民制憲會議」實況錄影，出鏡的民進黨政治人物包括黃信介、施明德、呂秀蓮、管碧玲、蘇嘉全、蘇貞昌、謝長廷、邱義仁等。
2021年3月2日，台灣制憲基金會、外省人台灣獨立促進會、公投護台灣聯盟、台灣團結聯盟、自由台灣黨等獨派本土社團及政黨舉辦記者會，呼籲民眾加入珍愛藻礁公投連署，要求民進黨正視觀塘液化天然氣接收站興建案爭議，並抨擊民進黨用假消息對待本土社團。林宜正說，一個重視環境並永續發展的台灣，是絕大多數台灣人對未來的期待，更應該是台灣新憲法的重要價值之一；而以公民投票的方式落實直接民權，是台灣人民與生俱來的權利，是任何政黨都無法、也不能剝奪的基本人權。
2021年3月11日，針對民進黨台獨黨綱，辜寬敏發布新聞稿指出，黨綱是一個政黨成立的初衷與核心理念，也是一個政黨爭取社會支持的重要價值取向，不應輕易動搖與改變，更非僅以「時空環境不同」就可將黨的核心價值一語帶過。林宜正呼籲民進黨，重拾建黨的理想與抱負，順應多數台灣人民欲成為正常國家的殷殷期盼，早日以一部台灣新憲法完成國家正常化的最後一哩路。
2021年4月11日，台灣制憲基金會副執行長宋承恩表示，台灣是事實上的國家，但缺乏國際承認；環境權要寫入台灣新憲法，是因為決策過程中，環境權應該被列入考慮。
2021年4月19日，台灣制憲基金會副執行長張俊龍在政經傳媒「台灣正名制憲國際線上座談會」說，台灣人順服「當家不鬧事」的心態，導致現階段難以鼓舞群眾熱情推動根本性的憲法改革。
2021年5月2日，台灣制憲基金會、台灣教授協會、台灣新世紀文教基金會聯合舉辦「制憲公投與國家正常化」學術研討會，辜寬敏批評，蔡英文政府毫無制憲之動作，蔡英文政府修憲只是想討好年輕人；民進黨不制憲，他質疑是「為了政權，要騙台灣人」。
2021年5月19日，針對本月18日立法院修憲委員會第一次全體委員會議，台灣制憲基金會聲明稿表示，台灣人民從未真正「以台灣為中心」行使原本應當屬於台灣人民的制憲權利，憲法應是台灣人的憲法而非中國人的憲法，憲法應是人民的憲法而非菁英的憲法。
2021年8月9日，台灣制憲基金會舉辦線上講座，邀請「LIMA台灣原住民青年團」團長Tuhi Martukaw（洪簡廷卉）講述國際社會的原住民族主權獨立運動的實踐。
2023年10月，林宜正向《鏡週刊》證實，本年3月起，台灣制憲基金會與新台灣和平基金會的財務「都由王美琇透過個人努力在支持」。
2024年10月15日辜寬敏98歲冥誕，王美琇宣布，台灣制憲基金會改名為「辜寬敏紀念基金會」。

## 醜聞
2020年6月24日，《周刊王》披露，台灣制憲基金會女性員工「楚楚」長期被上司張姓男子性騷擾，最後離職。楚楚說，張男不但以性騷擾為樂，還疑似為了挽救自己岌岌可危的生物科技公司而打著台灣制憲基金會名義向企業主募款，但台灣制憲基金會從未舉辦募款活動。楚楚認為，張男是因為「吃」不到她，才會對她展開一連串報復行動，甚至拉幫結派逼她從台灣制憲基金會離職，即使林宜正慰留也無力回天。知情人士透露，辜寬敏年事已高、目前不太過問台灣制憲基金會的經營，台灣制憲基金會主要決策都是「辜夫人」王美琇處理；許多人都知道張男愛開黃腔、個性霸道、不太講信用，但他懂得主攻「夫人路線」，依然能直搗台灣制憲基金會權力核心。楚楚在2020年4月控告張男性騷擾，台灣制憲基金會立即決定在判決確定前裁罰張男無限期停職，但張男在2020年6月初返回上班，林宜正說「因為人力不足的關係，所以先請張男以志工身分回來幫忙」。
2020年9月22日，民進黨國際事務部副主任兼民進黨發言人謝佩芬向《鏡週刊》披露，她被台灣制憲基金會員工陳姓男子跟蹤騷擾，使她不敢獨自出席公開活動；陳男還對外宣稱正在與她交往，甚至密集傳簡訊給她、打電話強迫她聽他唸《聖經》。陳男曾在2011年當選台灣聯合國協進會「聯合國先生」。謝佩芬表示，她向友人打聽，過去曾有台灣聯合國協進會「聯合國小姐」被陳男騷擾。陳男接受《鏡週刊》查證時完全否認謝佩芬的指控，僅強調他與謝佩芬不熟、並沒有什麼互動。2020年9月23日，陳男發布道歉聲明，向謝佩芬道歉，並宣布從台灣制憲基金會「自動離職」。

## 外部連結
- 台灣制憲基金會的Facebook專頁